# Varvara Ivanovna Aleksandrova
Varvara Ivanovna Aleksandrova, in russo Варвара Ивановна Александрова? (Mosca, 1852 – Mosca, 27 agosto 1924), è stata una rivoluzionaria russa.

## Biografia
Fu la quinta figlia di Ivan Aleksandrov, industriale e commerciante di prodotti d'abbigliamento, e di Mar'ja Leont'eva. Ebbe cinque sorelle: Natal'ja (1846), Aleksandra (1848), Ol'ga (1850), Ekaterina (1854) e Mar'ja (1856).
Dopo aver studiato privatamente, nel 1872 si trasferì in Svizzera per frequentare i corsi di medicina nell'Università di Zurigo. Qui si unì alla colonia di giovani emigrate russe che formavano il «circolo Fričej»: tra le altre, vi partecipavano Sof'ja Bardina, Vera e Lidija Figner, e le sorelle Ol'ga e Vera Ljubatovič, con le quali e con altri studenti elaborò lo statuto della futura Organizzazione socialrivoluzionaria panrussa.
Nel 1873 lavorò anche nella tipografia della rivista di Pëtr Lavrov «Vperëd», e quando il governo russo intimò alle studentesse di lasciare l'Università di Zurigo e di far ritorno in Russia, Varvara Aleksandrova andò a studiare all'Università di Parigi. Non terminò gli studi, ritornando in Russia alla fine del 1874. Nel febbraio del 1875 partecipò a Mosca al congresso di fondazione dell'Organizzazione socialrivoluzionaria panrussa e in primavera andò a lavorare in una fabbrica tessile di Ivanovo-Voznesensk, conducendo un'attiva propaganda politica tra i lavoratori.
A Ivanovo fu arrestata il 19 agosto 1875. Rinviata a giudizio il 12 dicembre 1876 con l'accusa di partecipazione ad attività sovversiva, incitamento alla rivolta e a diffusione di stampa illegale, nel «processo dei 50», tenuto a Pietroburgo dal 5 marzo 1877, fu condannata il 26 marzo a cinque anni di lavori forzati, commutati nell'esilio a Vercholensk, in Siberia.
Qui incontrò Mark Natanson, con il quale, scontata la pena ma sotto vigilanza, si trasferì nel novembre del 1882 in Jacuzia. Si sposarono e parteciparono all'attività di assistenza ai detenuti. Il 27 maggio 1883 ottennero il diritto di tornare nella Russia europea. Iscritti entrambi al Partito Socialista Rivoluzionario, dal 1904 vissero all'estero e tornarono in Russia nel maggio del 1917.
Nel 1919 accompagnò il marito, gravemente malato, a Berna, dove Natanson morì il 29 luglio. Tornata a Mosca, Varvara Aleksandrova, malata di cancro, vi morì il 27 agosto 1924 nella Casa dei veterani della rivoluzione e fu sepolta nel cimitero moscovita di Vagan'kovo.